# 罗伯特·吉布森
罗伯特·李·“胡特”·吉布森（Robert Lee "Hoot" Gibson，1946年10月30日—），前美國海軍上校及美国国家航空航天局的宇航员，执行过STS-41-B、STS-61-C、STS-27、STS-47以及STS-71任务。